# هوهانس ساروخانیان (پزشک)
هوهانس وازگنی ساروخانیان (ارمنی: Հովհաննես Վազգենի Սարուխանյան؛  زادهٔ ۲۵ مارس ۱۹۳۸ - درگذشته ۱۵ مارس ۲۰۲۲) جراح و پزشک اهل ارمنستان بود.

## زندگی‌نامه
وی در ۲۵ مارس ۱۹۳۸ در ایروان به دنیا آمد. وازگن ساروخانیان پدر وی بود. وی از دانشگاه پزشکی دولتی ایروان فارغ‌التحصیل گشت. همچنین برندهٔ جوایزی همچون نشان پرچم سرخ کار، شهروند افتخاری ایروان و مدال مخیتار هراتسی شده‌است. وی در ۱۵ مارس ۲۰۲۲ در سن ۸۳ سالگی در ایروان درگذشت.